# Orwell (rivier)
De Orwell stroomt door het graafschap Suffolk in Engeland van Ipswich naar Felixstowe. Stroomopwaarts van Ipswich staat de rivier bekend als de Gipping, maar de naam verandert in de Orwell bij Stoke Bridge, tot waar de getijden op de rivier merkbaar zijn. De Orwell verbreedt zich bij Ipswich tot een estuarium, waar het Ipswich-dok sinds de 7e eeuw in gebruik is en vloeit samen met de Stour bij Shotley waar ze nog even gescheiden zijn door de Shotley Gate om vervolgens tussen de havens van Harwich en Felixstowe, grootste containerhaven van het Verenigd Koninkrijk, uit te monden in de Noordzee.
De Orwell Bridge voert de A14 over de monding ten zuiden van Ipswich.
De schrijver Eric Blair koos rond 1933 het pseudoniem waaronder hij later beroemd zou worden, George Orwell, vanwege zijn liefde voor de rivier.

## Ipswich-barrière
Ipswich is in het verleden getroffen door overstromingen, zowel overstromingen van de Gipping, als overstromingen door (storm)vloed die vanuit zee de monding van de Orwell opstromen. De rivier wordt veel smaller in de buurt van de ingang van het Ipswich-dok. Om het risico van overstroming vanuit zee te verminderen, werd door het Milieuagentschap de aanleg van de Ipswich-vloedbarrière in 2012 gepland.
Deze barrière bestaat uit een stijgende sectorpoort, 20 m breed en 9 m hoog, net ten westen van de ingang van het Ipswich-dok. (Coördinaten 52° 02′ 47″ NB, 1° 09′ 38″ OL) In november 2014 werd de uitvoering gegund aan een joint venture van VolkerStevin, Boskalis Westminster en Atkins. Het betreft de bouw van de eigenlijke barrière en de bijbehorende waterkeringen aan de oevers van de rivier. De barrière is ontworpen om te voorkomen dat vloedgolven verder stroomopwaarts trekken en om stroomafwaartse rivierstromen te kunnen beheersen. Hij biedt een betere bescherming tegen overstromingen aan zo'n 1.500 woningen en 400 bedrijfspanden. De rivier op de barrièreplaats was 55 meter breed, maar om de bouw van de barrière en de inbedrijfstelling van de poort mogelijk te maken, werd een grote kofferdam, 30 op 30 m, die zich 20,6 meter naar beneden uitstrekte in de krijtbedding van de rivier, gevormd tegen de oostelijke oever. Hierdoor bleef er een veel smaller kanaal over waardoor de rivier vrij naarzijn  de monding kon blijven stromen en anderzijds boten de rivier boven de barrièreplaats konden bereiken.
De sectorpoort is ontworpen door de Duitse firma IRS en is in Nederland vervaardigd door Hollandia. Eenmaal gemonteerd werd hij over de Noordzee gesleept en met een kraan van 600 ton in de betonnen draagconstructie gehesen. De positie van de poort wordt bewogen door twee hydraulische cilinders en kan worden geplaatst om te voorkomen dat een vloedgolf stroomopwaarts gaat, of om de stroomafwaartse stroom van de rivier te reguleren. De betonnen constructie werd al vroeg in het project aan de oostelijke oever gekoppeld, maar de aansluiting op de westelijke oever moesten wachten tot de poort in gebruik was genomen. Vanaf dat moment konden zowel de stroom van de rivier als schepen door de nieuwe structuur gaan en kon het zijkanaal worden geblokkeerd. De nieuwe barrière werd begin februari 2019 officieel geopend door Therese Coffey, minister van  Overstromingen bij het ministerie van Milieu, Voedsel en Plattelandszaken. De kosten waren uiteindelijk opgelopen tot £ 67,4 miljoen. Hoewel het grootste deel van de financiering afkomstig was van het Milieuagentschap, werd een deel ook verstrekt door de Ipswich Borough Council, het New Anglia Local Enterprise Partnership, het Regional Flood and Coastal Committee en UK Power Networks.